# Teorie grafů

Graf se šesti vrcholy

Teorie grafů je obor diskrétní matematiky, který zkoumá vlastnosti takzvaných grafů.
Graf je matematická struktura, definovaná množinou vrcholů a množinou hran, kde každá hrana je určena povinně dvěma vrcholy a volitelně směrem nebo váhou („cenou“); váha může odrážet např. délku, náklady na přesun nebo průchodnost. Graf si lze dobře představit jako mapu, na které vrcholy představují města a hrany představují dálnice, přičemž každá z těchto dálnic přímo spojuje dvě města. Grafy, jimiž se demonstruje smysl teorie grafů, se znázorňují zpravidla jako kroužky (reprezentace vrcholů) a úsečky (reprezentace hran) mezi těmito kroužky v rovině. Formálně je graf {\displaystyle G} uspořádanou dvojicí množiny vrcholů {\displaystyle V} a množiny hran {\displaystyle E}:
{\displaystyle G=\left(V,E\right)}.
Původ teorie grafů sahá až do 18. století, kdy její zakladatel Leonhard Euler řešil úlohu sedm mostů města Královce.
Jedním z hlavních cílů teorie grafů je poskytnout aparát, jímž je možné vyjadřovat vzájemné „vzdálenosti“ (vzdálenosti v širším slova smyslu) jednotlivých dvojic vrcholů. Výsledkem je model reálné sítě.
Na problém teorie grafů lze formalizovat problémy z nejrůznějších vědních oborů i praktického života. Příkladem z první kategorie je analýza dopravy  nebo provozu v počítačových sítích, z druhéhou soudku lze uvést kupř. strukturu vzájemného propojení článků Wikipedie – jednotlivé články jsou vrcholy grafu a odkaz z článku A na článek B je orientovanou hranou mezi vrcholy A a B.

## Historie
Tradičně se za zakladatele teorie grafů považuje Leonhard Euler, který roku 1736 řešil úlohu, jak projít přes sedm mostů v Královci (každý z nich právě jednou) a vrátit se do výchozího místa. To v moderní teorii odpovídá pojmu nazvaném podle zakladatele oboru eulerovský graf.
V roce 1845 publikoval Gustav Kirchhoff zákony, které platí v elektrických obvodech a slouží k výpočtu napětí a proudu v jednotlivých větvích obvodu. V teorii grafů našly své uplatnění při studiu tzv. toků v sítích.
V roce 1852 předložil Francis Guthrie takzvaný problém čtyř barev – tedy otázku, zda je možné obarvit libovolnou politickou mapu pomocí nejvýše čtyř barev tak, aby každé dvě sousední země (které mají společnou hranici delší než jediný bod) měly odlišnou barvu. Byl vyřešen až o více než sto let později, přičemž pro jeho řešení bylo zavedeno mnoho zásadních konceptů teorie grafů (viz rovinný graf).
Práce Pála Turána, Pála Erdőse a dalších maďarských matematiků ve čtyřicátých a padesátých letech dvacátého století vedly ke vzniku extremální teorie grafů. S extremální teorií grafů úzce souvisí Ramseyova teorie.

## Úlohy

Eulerovský uzavřený tah dle Fleuryho algoritmu. Začneme v kterémkoliv vrcholu a do tahu postupně přidáváme hrany tak, aby se podgraf dosud nevybraných hran nerozpadl na dvě části.

Mezi nejpopulárnější úlohy patří jednotažky eulerovského grafu.
Velké množství úloh z teorie grafů je NP-úplných, mezi nimi např.:
- hledání největšího úplného podgrafu – tzv. problém kliky,
- hledání největší nezávislé množiny,
- problém obchodního cestujícího.

Z dalších je to například
- problém čtyř barev,
- hledání minimální kostry grafu.

Úlohy z teorie grafů lze využít i v průmyslové logistice , technologii obrábění (řešení pořadí operačních úseků), či technologii montáže (pořadí činností při montáži, vyvažování montážních linek, optimalizace montáže).